# Курбадс (хоккейный клуб)
Курбадс (латыш. HK Kurbads) — хоккейный клуб, ранее выступавший в латвийской лиге. Основан в 1996 году. Домашняя арена клуба — Ледовый дворец Курбадс в городе Рига.

## История
Хоккейный клуб «Курбадс» был основан в 1996 году как любительская команда. В том же году клуб занял первое место в лиге B любительского чемпионата Латвии. В 2000 году команда вышла в Независимую любительскую суперлигу. В 2002 клуб борется за победу в Суперлиге. В следующем году команда занимает 2 место и выигрывает кубок Сезона. В сезоне 2003/04 «Курбадс» выигрывает Кубок Содружества, в котором принимали участие все латвийские клубы (за исключением клубов высшей лиги). В сезоне 2004/05 команда участвует в открытом чемпионате по хоккею в Риге, где завоёвывает первое место, таким образом, обеспечив себе право участвовать в следующем сезоне Латвийской хоккейной лиги. Однако руководство клуба отказывается от участия ввиду того, что клуб является полупрофессиональным. В 2013 году к клубу присоединились новые игроки, и «Курбадс» смог участвовать в высшей лиге. Клуб вышел в финал плей-офф, где уступил клубу «Призма».
В сезоне 2016/2017 стал победителем латвийской хоккейной лиги и получил право участвовать в континентальном кубке 2017/2018. ХК Курбадс будет принимать турнир группы В.

## Известные игроки
- Родриго Лавиньш
- Томс Хартманис
- Алексей Широков